# Hraunfellshnúkur
Hraunfellshnúkur är en bergstopp i republiken Island. Den ligger i regionen Austurland, 400 km öster om huvudstaden Reykjavík. Toppen på Hraunfellshnúkur är 488 meter över havet.
Trakten runt Hraunfellshnúkur är nära nog obefolkad, med mindre än två invånare per kvadratkilometer. Det finns inga samhällen i närheten. Trakten runt Hraunfellshnúkur består i huvudsak av gräsmarker.